# Cremer (fotografía y cinematografía)
Cremer o kremer se conoce como medio para bloquear la luz a modo de visera. Es un accesorio de iluminación que consiste en una chapa metálica rectangular unida a un brazo articulado que permite su manipulación para adaptarlo a distintas posiciones.  
Por regla general se ubica delante de la cámara para impedir que los rayos de luz de aparatos de iluminación se reflejen en el objetivo y obstaculizar luces parasitarias que reduzcan el contraste.